# Haematoderus militaris
El pájaro-militar (en Colombia) (Haematoderus militaris), también denominado pájaro torero militar (en Venezuela) o pavita roja, es una especie de ave paseriforme de la familia Cotingidae, la única del género monotípico Haematoderus. Es nativo de la cuenca amazónica y del escudo guayanés en América del Sur.

## Distribución y hábitat

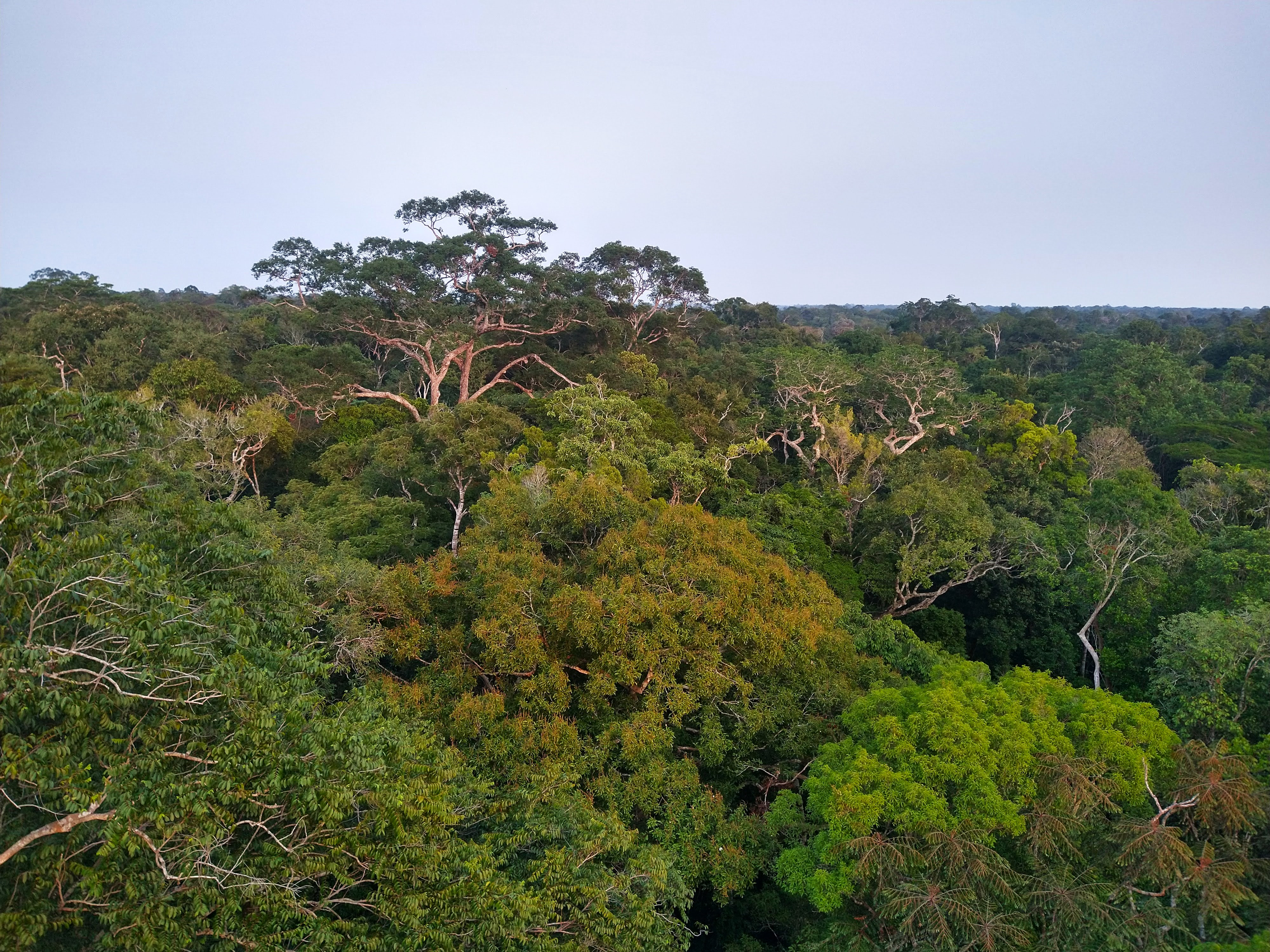
Dosel arbóreo de la selva amazónica en Manaus, Amazonas, Brasil, ejemplo de hábitat de la especie.

Se distribuye desde el extremo sur de Venezuela (Cerro de la Neblina), por Guyana, Surinam, Guayana francesa, norte y noroeste de Brasil (al este desde Roraima y área de Manaus, y desde el bajo rio Tocantins hacia el este hasta el área de Belém en el noreste de Pará; también en Rondônia y norte de Mato Grosso). En 2012 fue hallada en el sureste de Colombia, en Guainía (Cerro Caparo). Por mucho tiempo se creyó restricto al escudo de las Guayanas, hasta los nuevos registros, todavía muy localizados, al sur del río Amazonas.
Esta especie es considerada rara y local en su hábitat natural: el dosel y subdosel del bosque húmedo de terra firme de la Amazonia, por debajo de los 200 m de altitud.

## Descripción
Mide de 33 a 35 cm de longitud. El macho adulto es espectacular, con plumaje rojo carmesí brillante; las plumas son largas y rígidas; alas y cola son negruzcas. La hembra y los inmaduros tienen la cabeza, el cuello y las partes inferiores color carmesí rosáceo (las plumas menos rígidas) y las partes superiores, alas y cola son pardo oscuro. El pico, robusto, es rojizo apagado.

## Comportamiento
Es bastante perezoso, encaramado en el abierto principalmente durante la mañana temprano. Generalmente solitario. Su vuelo es ondulado, recordando un paragüero (Cephalopterus) o un carpintero grande (Picidae). Los machos se exhiben en vuelo con lentas batidas de las alas, elevándose en vuelo ascendente hasta 30 m arriba de las copas de la selva, dejándose caer en seguida, con la cola abierta en abanico, y, por fin, zambullindo en la vegetación en vuelo espiralado.

### Alimentación
Su dieta principal  consiste de grandes insectos y también frutos. Los insectos registrados en su alimentación incluyen coleópteros, cigarras (Cicadidae) y grandes  ortópteros, capturados tanto en el follaje del dosel como en vuelos desde las copas. Ya se sospechaba de su alimentación con frutos, pero sólo fue registrado recientemente, un macho observado comiendo frutos de Cecropia sciadophylla en Surinam. Ocasionalmente se reúnen en pequeños grupos de tres a cuatro individuos.

### Reproducción
En Manaus, fue observado un nido pequeño, construido en un árbol a 20 m del suelo.

### Vocalización
Generalmente es callado, a pesar de que ha sido oído un pitido corto y de timbre bajo, y también un grave y agudo «bok». Su llamado es un «tyiward» alto y nasal.

## Sistemática

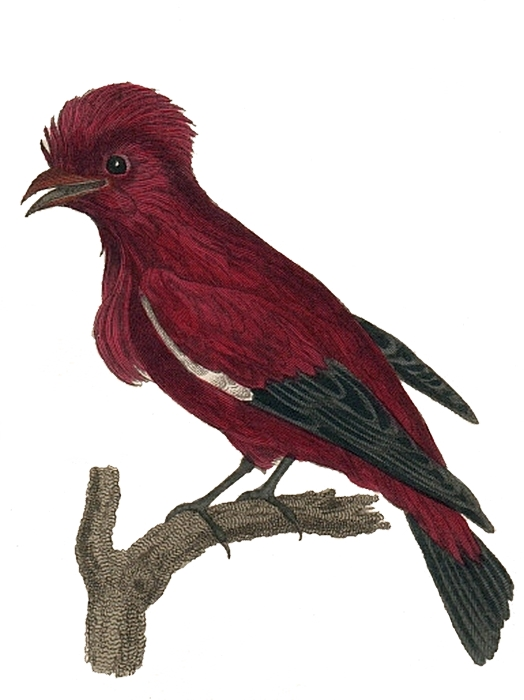
Haematoderus militaris, ilustración de autor desconocido, 1813.

### Descripción original
La especie H. militaris fue descrita por primera vez por el naturalista británico George Kearsley Shaw en 1792 bajo el nombre científico Coracias militaris; la localidad tipo es: «Cayena», Guayana Francesa.
El género Haematoderus fue propuesto por el naturalista francés Charles Lucien Bonaparte en 1854.

### Etimología
El nombre genérico masculino «Haematoderus» se compone de las palabras del griego «haima, haimatos» que significa ‘sangre’, y «dera» que significa ‘cuello’, ‘pescuezo’; y el nombre de la especie «militaris», en latín significa ‘militar’, ‘marcial’.

### Taxonomía
Berv & Prum (2014) produjeron una extensa filogenia para la familia Cotingidae reflejando muchas de las divisiones anteriores e incluyendo nuevas relaciones entre los taxones, donde se propone el reconocimiento de cinco subfamilias. De acuerdo a esta clasificación, Haematoderus pertenece a una subfamilia Cephalopterinae Reichenow, 1914, junto a Querula, Perissocephalus, Cephalopterus y Pyroderus. El Comité de Clasificación de Sudamérica (SACC) aguarda propuestas para modificar la secuencia linear de los géneros y reconocer las subfamilias. El Comité Brasileño de Registros Ornitológicos (CBRO), en la Lista de las aves de Brasil - 2015 ya adopta esta clasificación.
Es monotípico.